# Mangora pia
Mangora pia là một loài nhện trong họ Araneidae.
Loài này thuộc chi Mangora. Mangora pia được Ralph Vary Chamberlin & Wilton Ivie miêu tả năm 1936.